# Patrimoine maritime

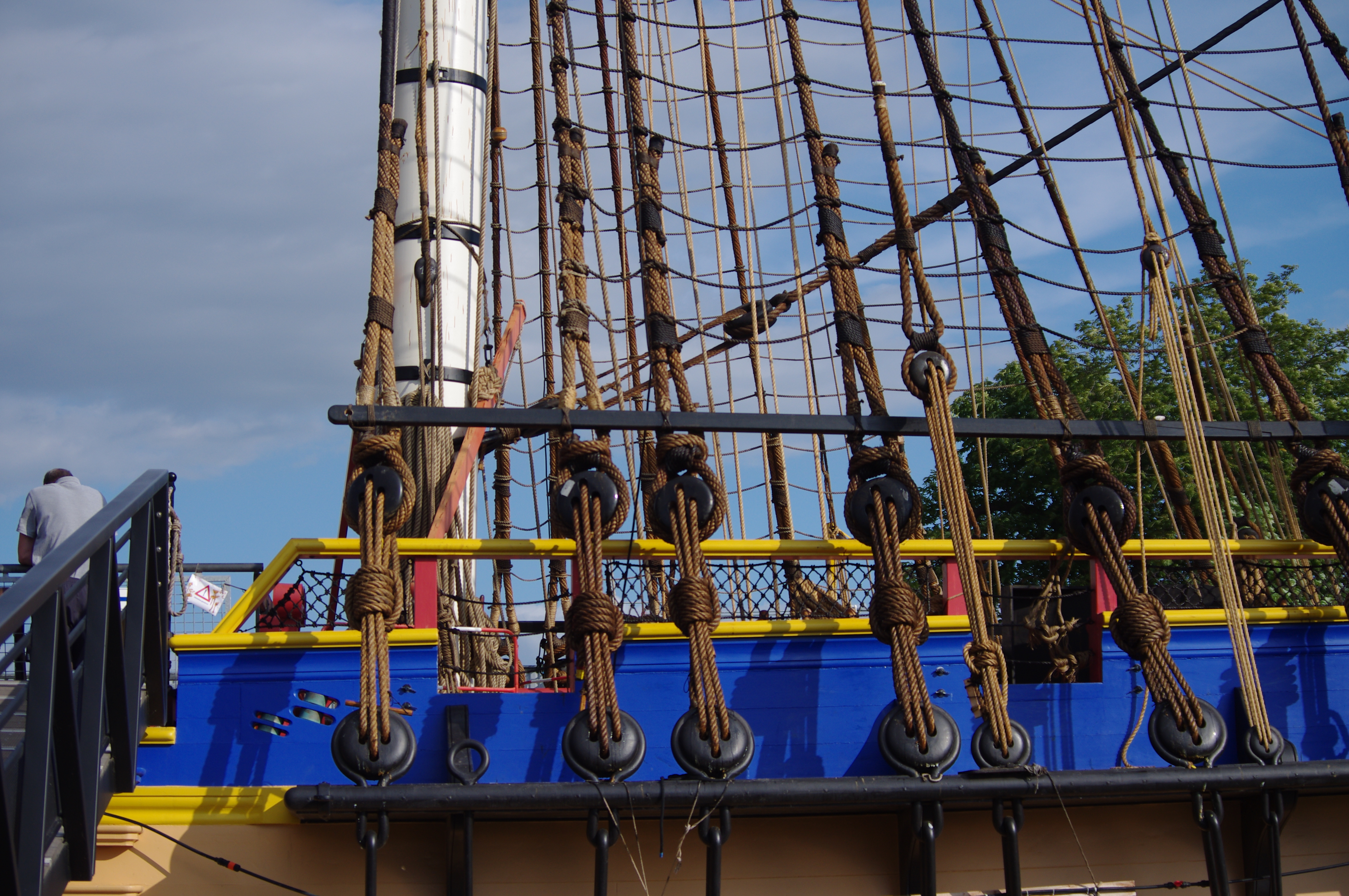
La reconstruction de la frégate L'Hermione, lancée en 2012 à Rochefort, a permis de préserver les techniques de construction en bois massif.

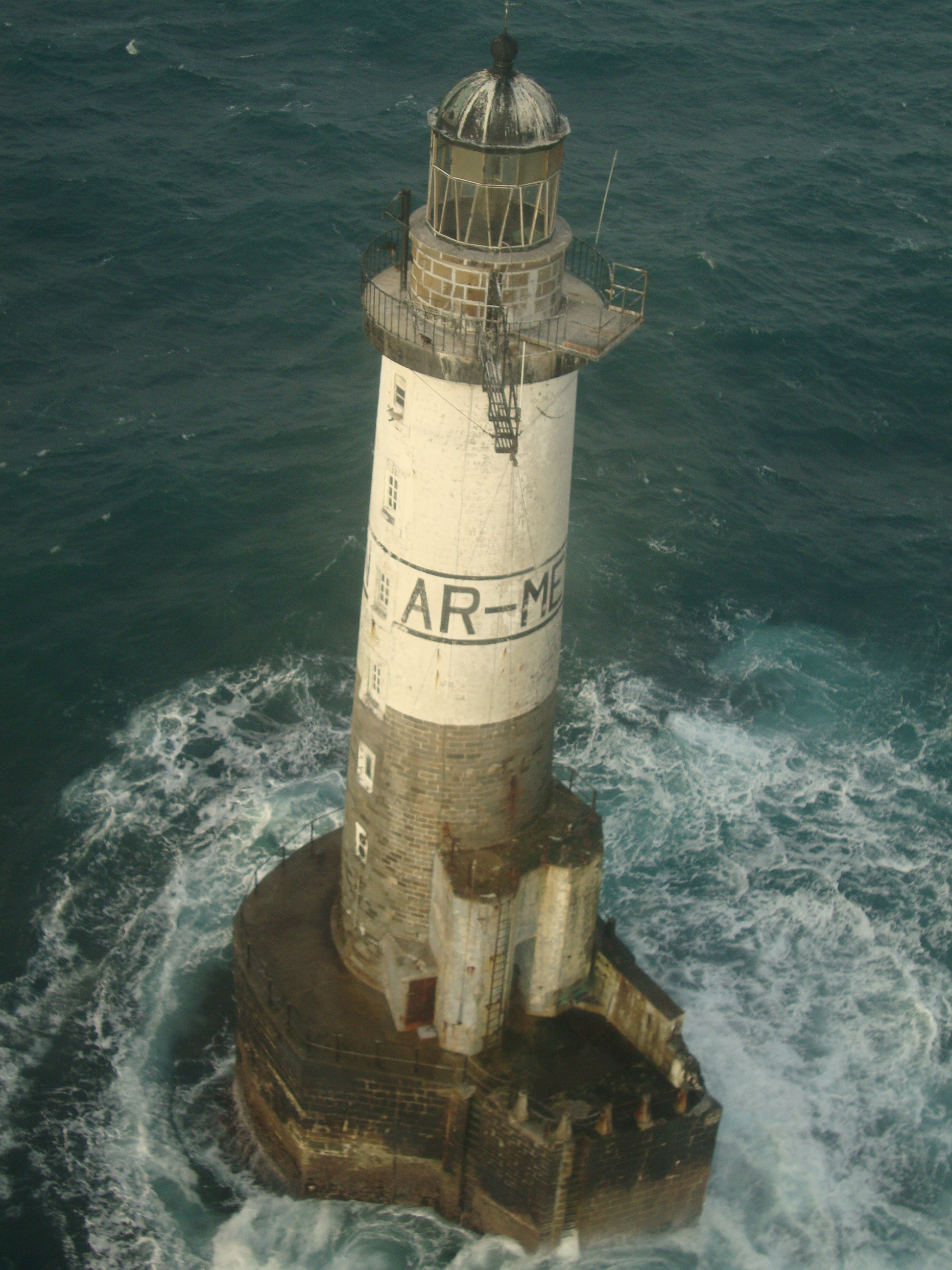
Le phare Ar-Men, au large de l'Île de Sein, bel exemple des phares en mer, vulnérables depuis l'automatisation

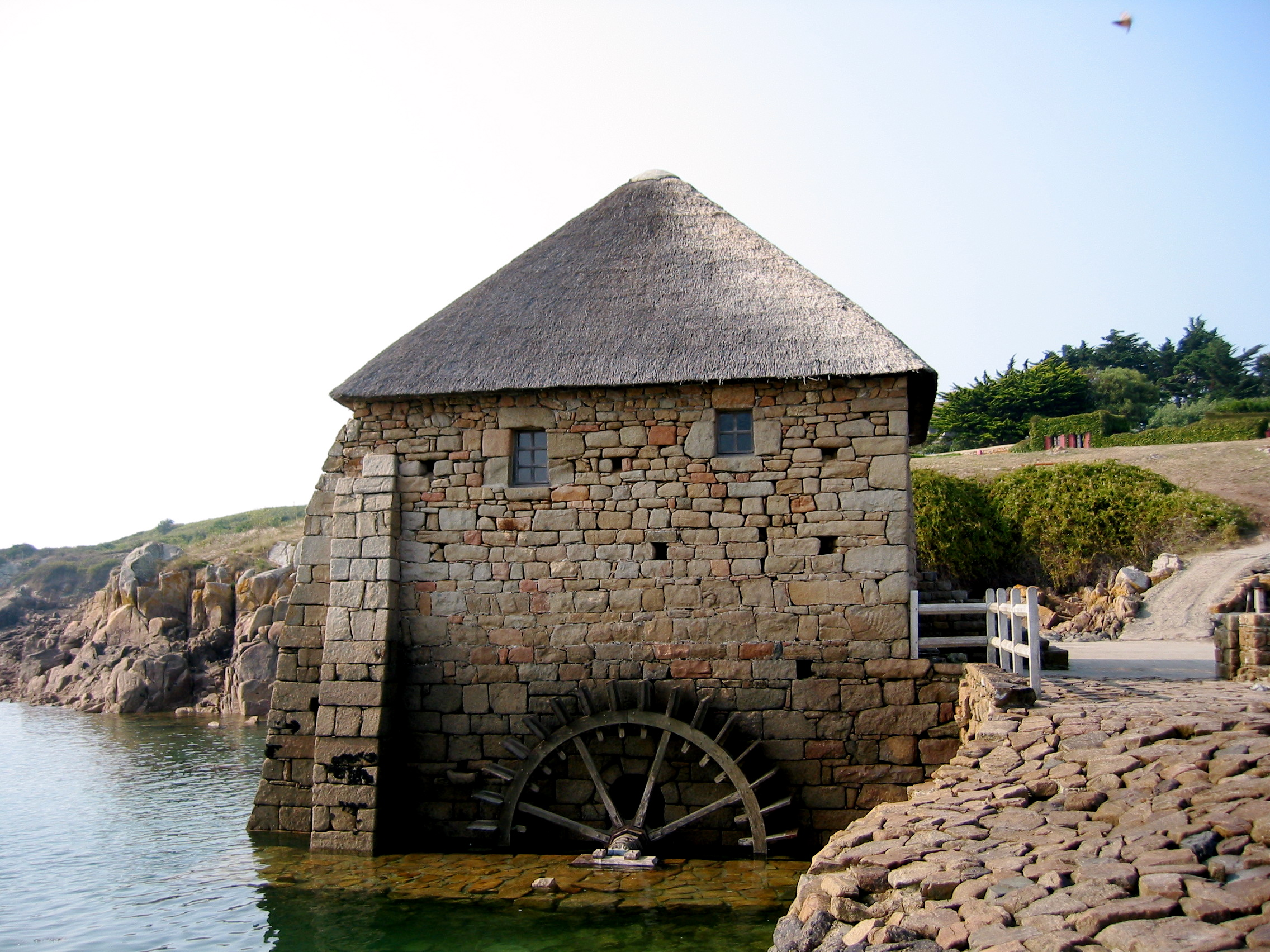
Le moulin à marée du Birlot sur l'île de Bréhat.

Le patrimoine maritime est une notion relativement récente, liée à l'émergence de patrimoines connexes comme le patrimoine industriel. On peut le définir ainsi : « Le patrimoine maritime comprend l’ensemble des éléments matériels ou immatériels liés aux activités humaines qui ont été développées dans le passé, récent ou plus lointain, en relation avec les ressources et le milieu maritimes. »

## Présentation
Ces éléments sont « reconnus par les groupes sociaux » et sont liés à « différentes échelles géographiques ». À ce « patrimoine culturel », on peut associer le « patrimoine naturel » comme le fait la Convention du patrimoine mondial (1972) de l'UNESCO.
Les éléments faisant partie d'un tel patrimoine sont typiquement :
- Des infrastructures ayant une histoire particulière ou participant de manière active au « paysage maritime » (par exemple : de nombreux phares ou marques de signalisation maritime, des ensembles portuaires, des fortifications côtières).
- Des bateaux caractéristiques qui peuvent être préservés lorsqu'ils arrivent en fin de carrière, tels le Belem ou le Marité. Il peut aussi s'agir de répliques de bateaux qui peuvent ainsi symboliser un type de construction (comme L'Hermione) ou un type de navire disparu (comme le Dreknor).
- Des techniques ou traditions qui sont préservées sur des bateaux de pêche ou de marine marchande, sur des navires-écoles et dans les marines nationales.
- Des objets emblématiques du monde marin comme les maquettes ou les ex-votos.
- Des activités maritimes traditionnelles telles que  l'exploitation du goémon sur le littoral breton par les goémoniers ou l'utilisation de moulins à marée.

Le patrimoine maritime est valorisé au travers du réseau des musées maritimes ou des centres sur le thème de la mer. Les fêtes maritimes sensibilisent un vaste public à la préservation de ce patrimoine.
Depuis le début des années 1990, la revue Chasse-marée organise, périodiquement en France, un Concours national du Patrimoine maritime visant à encourager des opérations de sauvegarde ou de valorisation d'un élément du patrimoine maritime français, ainsi qu'à faire connaître son importance.
L'Association patrimoine maritime et fluvial, chargée « d'inventorier, de sauvegarder, de préserver et de promouvoir le patrimoine maritime et fluvial non protégé par l'état », attribue le label Bateau d'Intérêt Patrimonial (BIP) comprenant déjà 1648 bateaux.
Le patrimoine maritime est pris en compte par la stratégie nationale pour la mer et les océans, intégré dans la priorité de cette stratégie, « investir dans l'avenir » qui suppose de « susciter chez les français la passion de la mer ».